# Frederick Cook (hockey sur glace)
Pour les articles homonymes, voir BUN et Cook.
Temple de la renommée : 1995
Temple de la renommée LAH : 2007
Frederick Joseph Cook, dit « Bun Cook », (né le 18 septembre 1904 à Kingston dans la province de l'Ontario au Canada - mort le 19 mars 1988) est un joueur et entraîneur professionnel de hockey sur glace en Amérique du Nord. Il est le frère des joueurs de hockey professionnels Bill Cook et Alex Cook.

## Carrière
Il commence sa carrière en jouant dans la Western Canada Hockey League avec les Sheiks de Saskatoon en 1924-25 avec son frère Bill. En 1926, il signe dans la Ligue nationale de hockey et forme une ligne d'attaque des Rangers de New York avec son frère et Frank Boucher, tous les trois nouveaux joueurs de l'équipe.
La ligne inscrit tous les buts lors de la série finale lors de la course à la Coupe Stanley en 1928, permettant à la franchise de New York de remporter sa première Coupe de son histoire. En 1932, les Rangers ne disposant pas de leur patinoire habituelle, le Madison Square Garden, perdent en finale contre les Maple Leafs de Toronto mais obtiennent leur revanche la saison suivante. En 1936, il quitte les Rangers et son frère pour rejoindre les Bruins de Boston pour une dernière saison dans la LNH.
Il rejoint alors la Ligue internationale américaine de hockey (ligue qui deviendra en 1940 la Ligue américaine de hockey) et les Reds de Providence. Cela dit, il ne joue quasiment plus puisqu'il a également le titre d'entraîneur de l'équipe dès sa seconde saison dans l'organisation, saison au cours de laquelle il gagne la Coupe Calder.
En 1943, il prend la succession de son frère derrière le banc des Barons de Cleveland. Il devient alors un entraîneur de premier plan en menant en treize saisons les Barons à la première place du championnat à sept reprises et à cinq nouvelles Coupes Calder.
Cook prend sa retraite de la LAH en 1956 après une dernière apparition en finale de la Coupe Calder (finale perdue).
Dans l'ensemble de sa carrière d'entraîneur dans la LAH, il est le seul entraîneur à jamais avoir gagné à sept reprises la Coupe Calder. Il est également un des rares entraîneurs à avoir remporté plus de 500 matchs.
Il meurt en 1988 à l'âge de 84 ans et est admis au Temple de la renommée du hockey en 1995 puis en 2006, lors de la création du Temple de la renommée de la LAH à l'occasion du 70e anniversaire de la LAH, il est également honoré à titre posthume.

### Trophées et honneurs personnels
- Ligue nationale de hockey 
  - Coupe Stanley en 1928 et 1933 en tant que joueur.
- Ligue américaine de hockey
  - Coupe Calder en 1937, 1940, 1945, 1948, 1951, 1953 et 1954 en tant qu'entraîneur.

## Statistiques
| Saison    | Équipe              | Ligue  |     | Saison régulière | Saison régulière | Saison régulière | Saison régulière | Saison régulière |    | Séries éliminatoires | Séries éliminatoires | Séries éliminatoires | Séries éliminatoires | Séries éliminatoires |
| Saison    | Équipe              | Ligue  | PJ  | B                | A                | Pts              | Pun              | PJ               | B  | A                    | Pts                  | Pun                  |                      |                      |
| 1924-1925 | Sheiks de Saskatoon | WCHL   | 28  | 18               | 3                | 21               | 48               | 2                | 0  | 1                    | 1                    | 0                    |                      |                      |
| 1925-1926 | Sheiks de Saskatoon | WCHL   | 30  | 9                | 5                | 14               | 20               | 2                | 0  | 0                    | 0                    | 0                    |                      |                      |
| 1926-1927 | Rangers de New York | LNH    | 44  | 14               | 9                | 23               | 42               | 2                | 0  | 0                    | 0                    | 6                    |                      |                      |
| 1927-1928 | Rangers de New York | LNH    | 44  | 14               | 14               | 28               | 45               | 9                | 2  | 1                    | 3                    | 10                   |                      |                      |
| 1928-1929 | Rangers de New York | LNH    | 43  | 13               | 5                | 18               | 70               | 6                | 1  | 0                    | 1                    | 12                   |                      |                      |
| 1929-1930 | Rangers de New York | LNH    | 43  | 24               | 18               | 42               | 55               | 4                | 2  | 0                    | 2                    | 2                    |                      |                      |
| 1930-1931 | Rangers de New York | LNH    | 44  | 18               | 17               | 35               | 72               | 4                | 0  | 0                    | 0                    | 2                    |                      |                      |
| 1931-1932 | Rangers de New York | LNH    | 45  | 14               | 20               | 34               | 43               | 7                | 6  | 2                    | 8                    | 12                   |                      |                      |
| 1932-1933 | Rangers de New York | LNH    | 48  | 22               | 15               | 37               | 35               | 8                | 2  | 0                    | 2                    | 4                    |                      |                      |
| 1933-1934 | Rangers de New York | LNH    | 48  | 18               | 15               | 33               | 36               | 2                | 0  | 0                    | 0                    | 2                    |                      |                      |
| 1934-1935 | Rangers de New York | LNH    | 48  | 13               | 21               | 34               | 26               | 4                | 2  | 0                    | 2                    | 0                    |                      |                      |
| 1935-1936 | Rangers de New York | LNH    | 26  | 4                | 5                | 9                | 12               |                  |    |                      |                      |                      |                      |                      |
| 1936-1937 | Bruins de Boston    | LNH    | 40  | 4                | 5                | 9                | 8                |                  |    |                      |                      |                      |                      |                      |
| 1937-1938 | Reds de Providence  | ILAH   | 19  | 0                | 1                | 1                | 14               | 4                | 0  | 0                    | 0                    | 2                    |                      |                      |
| 1938-1939 | Reds de Providence  | ILAH   | 11  | 1                | 3                | 4                | 4                |                  |    |                      |                      |                      |                      |                      |
| 1939-1940 | Reds de Providence  | ILAH   | 1   | 0                | 0                | 0                | 0                | 2                | 0  | 0                    | 0                    | 0                    |                      |                      |
| 1940-1941 | Reds de Providence  | LAH    | 1   | 0                | 0                | 0                | 0                |                  |    |                      |                      |                      |                      |                      |
| 1941-1942 | Reds de Providence  | LAH    | 2   | 0                | 1                | 1                | 0                |                  |    |                      |                      |                      |                      |                      |
| 1942-1943 | Reds de Providence  | LAH    | 3   | 1                | 1                | 2                | 4                |                  |    |                      |                      |                      |                      |                      |
| Totaux    | Totaux              | Totaux | 473 | 158              | 144              | 302              | 444              | 46               | 15 | 3                    | 18                   | 50                   |                      |                      |